# Spongillidae
Spongillidae é uma família de esponjas de água doce da ordem Haplosclerida.

## Gêneros
- Anheteromeyenia Schröder, 1927
- Corvoheteromeyenia Ezcurra de Drago, 1979
- Corvospongilla Annandale, 1911
- Dosilia Gray, 186
- Duosclera Reiswig e Ricciardi, 1993
- Eospongilla Dunagan, 1999
- Ephydatia Lamouroux, 1816
- Eunapius Gray, 1867
- Heteromeyenia Potts, 1881
- Heterorotula Penney e Racek, 1968
- Lutetiospongilla Ritcher e Wuttke, 1999
- Nudospongilla Annandale, 1918
- Pachyrotula Volkmer-Ribeiro e Rützler, 1997
- Pectispongilla Annandale, 1909
- Racekiela Bass e Volkmer-Ribeiro, 1998
- Radiospongilla Penney e Racek, 1968
- Sanidastra Volkmer-Ribeiro e Watanabe, 1983
- Saturnospongilla Volkmer-Ribeiro, 1976
- Spongilla Lamarck, 1816
- Stratospongilla Annandale, 1909
- Trochospongilla Vejdovsky, 1888
- Tubella Carter, 1881
- Umborotula Penney e Racek, 1968
- Uruguayella Bonetto e Ezcurra de Drago, 1969